# Cyanopica cooki
La gazza iberica o gazza aliazzurre spagnola (Cyanopica cooki Bonaparte, 1850) è un uccello passeriforme della famiglia dei corvidi.

## Etimologia
Il nome scientifico della specie, cooki, rappresenta un omaggio al geologo e naturalista inglese Samuel Edward Cook.

## Descrizione

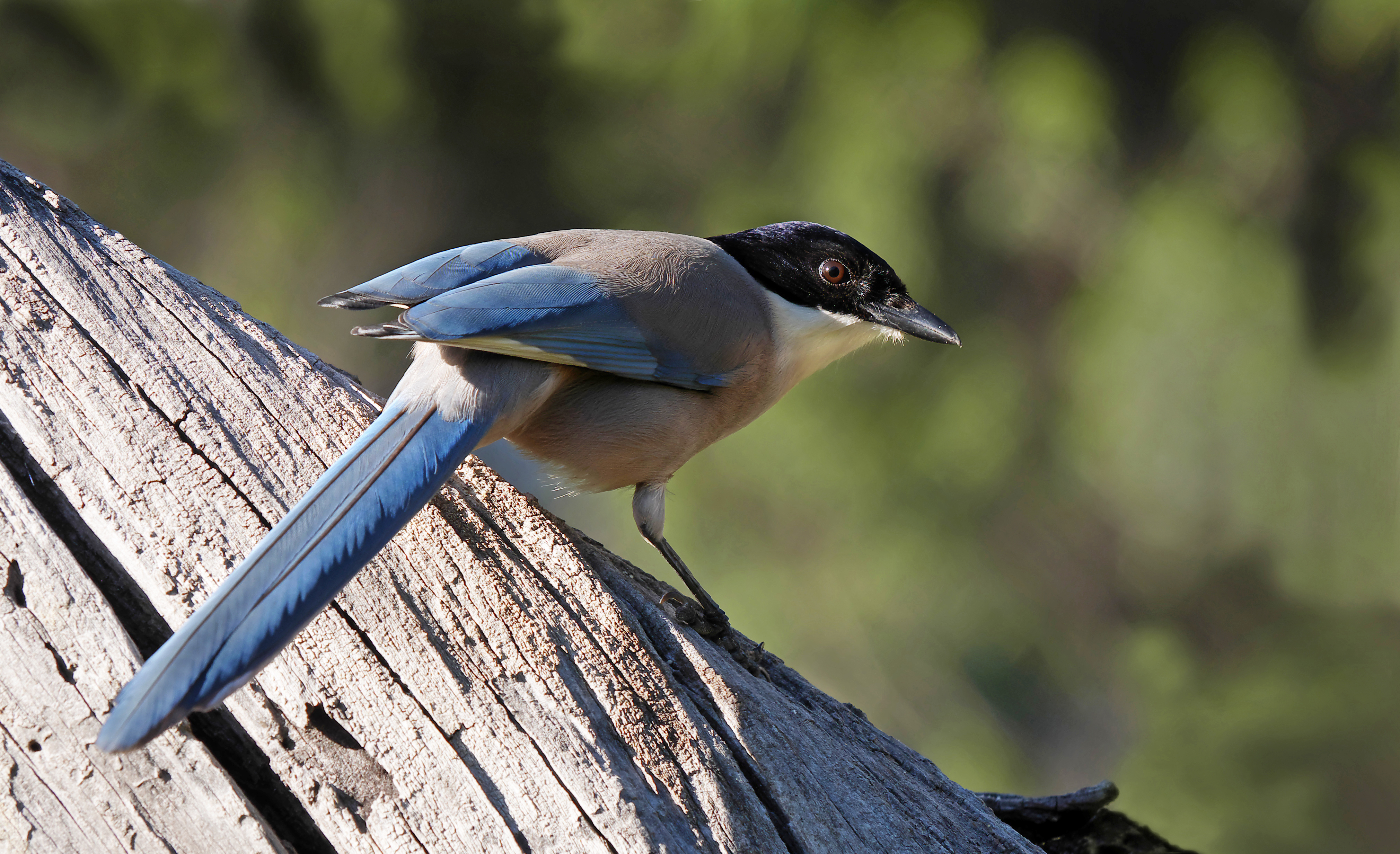
Esemplare ad Andújar.

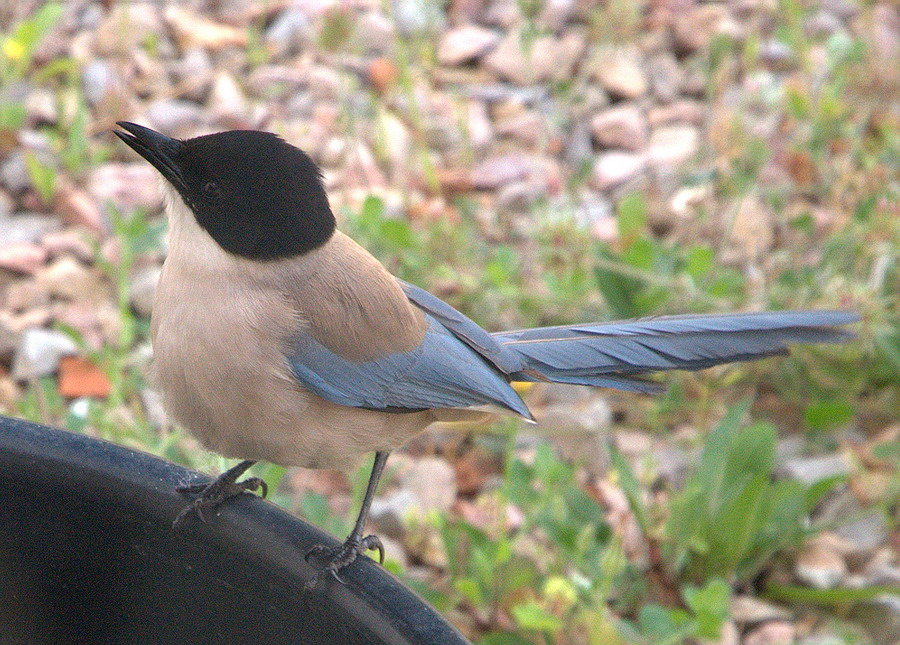
Esemplare a Faro.

### Dimensioni
Misura 34-36 cm di lunghezza, per 65-76 g di peso.

### Aspetto
Si tratta di uccelli di medie dimensioni, dall'aspetto robusto e slanciato con testa squadrata e allungata, becco conico forte e appuntito, forti zampe, ali digitate e coda lunga all'incirca quanto il corpo: nel complesso, la gazza iberica ricorda molto l'affine gazza azzurra, rispetto alla quale presenta coda lievemente più corta rispetto alle dimensioni del corpo e sprovvista (tranne che in un singolo caso) di punta bianca, oltre alla colorazione ventrale ancor più tendente al rosato.
Il piumaggio è inconfondibile: la testa presenta cappuccio nero che ricopre fronte, vertice, nuca e guance, mentre gola e parte superiore del petto sono di colore bianco. Dello stesso colore è il sottocoda, mentre il resto del petto ed il ventre sono di color grigio-rosato: il dorso e le ali sono di color grigio cenere, queste ultime con remiganti azzurre, e dello stesso colore è la coda, che presenta superficie inferiore bruno-nerastra.
Il becco e le zampe sono di colore nerastro, mentre gli occhi sono di colore bruno scuro con sottile anello perioculare glabro e nerastro.

## Biologia

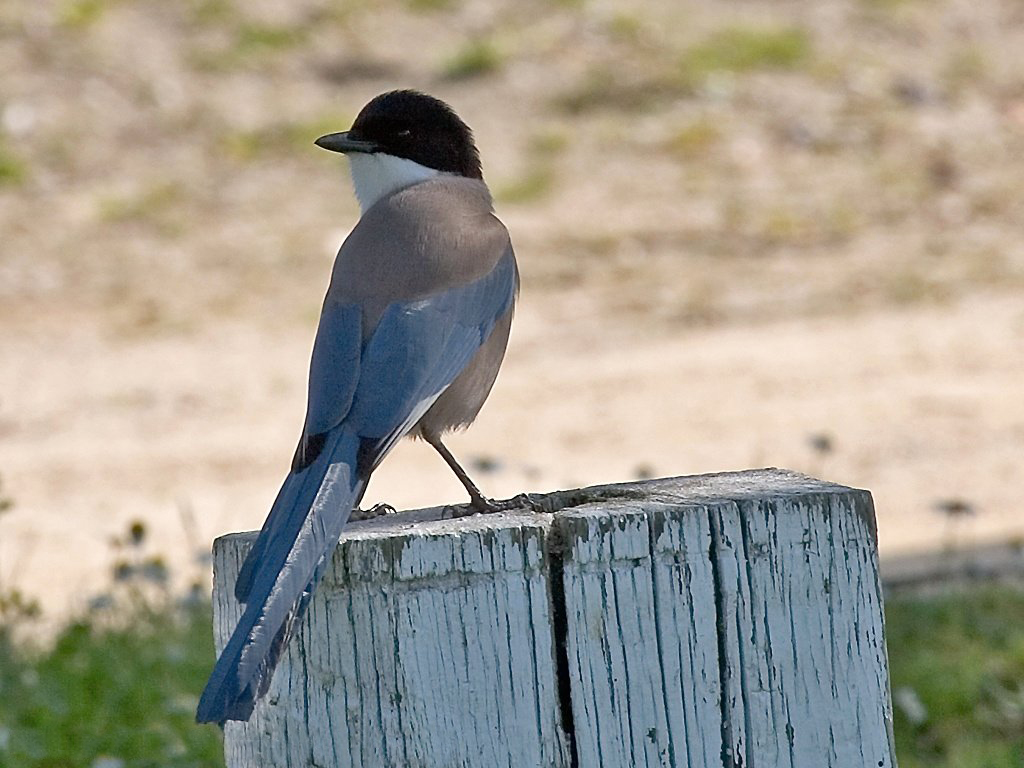
Esemplare in natura.

La gazza iberica è un uccello dalle abitudini di vita diurne, che all'infuori della stagione riproduttiva vive in gruppi anche piuttosto consistenti numericamente (oltre una ventina d'individui), che passano la maggior parte della giornata alla ricerca di cibo al suolo, fra i cespugli o fra i rami degli alberi a seconda della disponibilità del momento: i gruppi sono piuttosto fluidi e possono scambiarsi membri con altri gruppi incontrati casualmente durante i loro spostamenti, tuttavia al loro interno sono quasi sempre ben identificabili le coppie, che raramente si separano.
Questi uccelli sono piuttosto vocali, e si tengono in contatto mediante un'ampia gamma di richiami che va dai gracchi ai suoni liquidi e zufolanti: in generale, la gazza iberica ha un repertorio di vocalizzazioni simili a quelle della gazza azzurra, rispetto alla quale però tali suoni risultano più aspri ed acuti, con tendenza ad essere ascendenti nella loro parte finale.

### Alimentazione

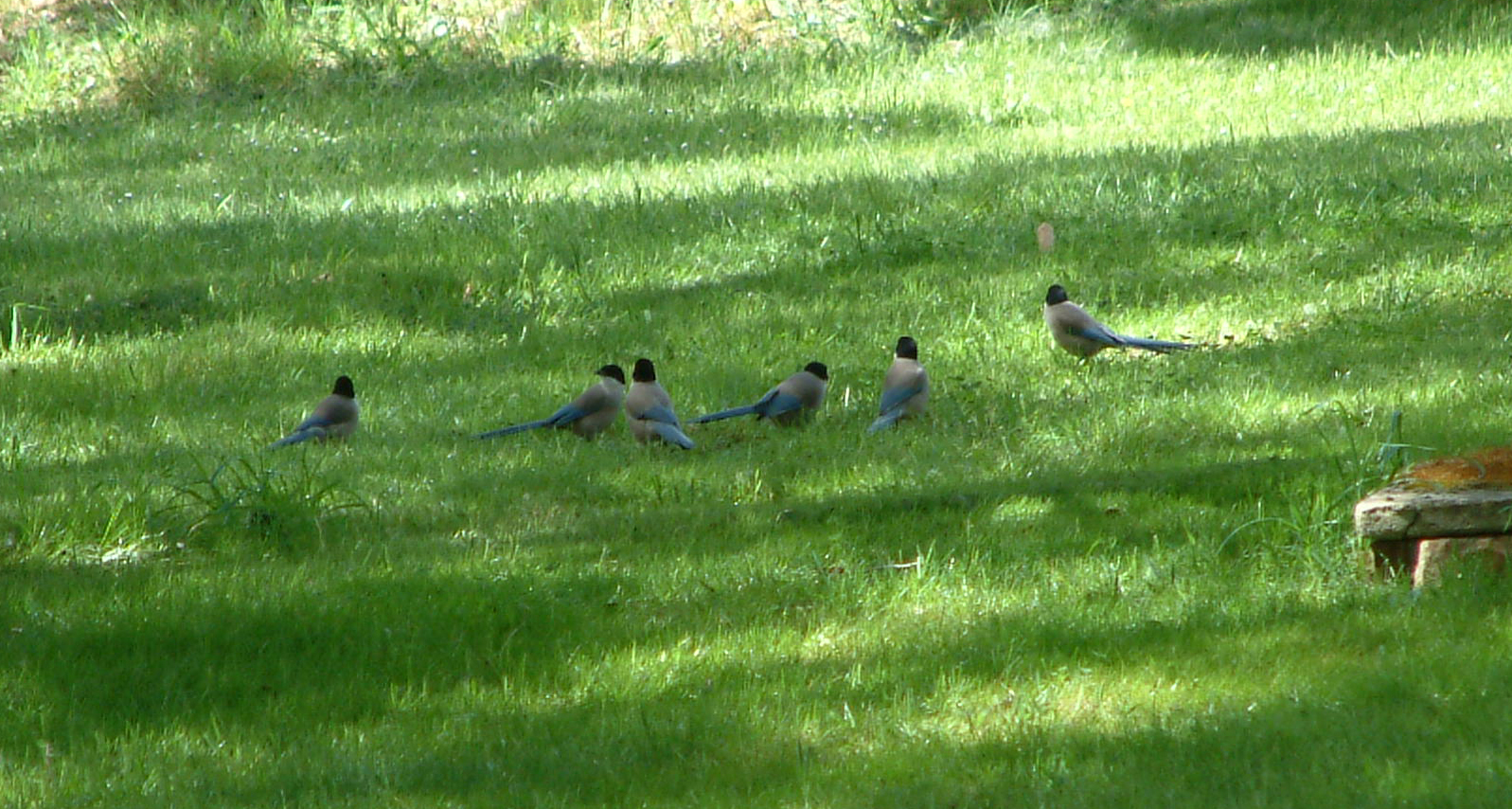
Gruppo al suolo.

Si tratta di un uccello onnivoro, la cui dieta, pur essendo composta per la maggior parte di insetti (in particolar modo coleotteri e bruchi) ed altri piccoli invertebrati, oltre che di ghiande, olive e bacche, si compone indifferentemente di alimenti di origine animale (uova, nidiacei, lucertole, topolini) e vegetale (piccoli frutti, pinoli, granaglie) a seconda della disponibilità.

### Riproduzione

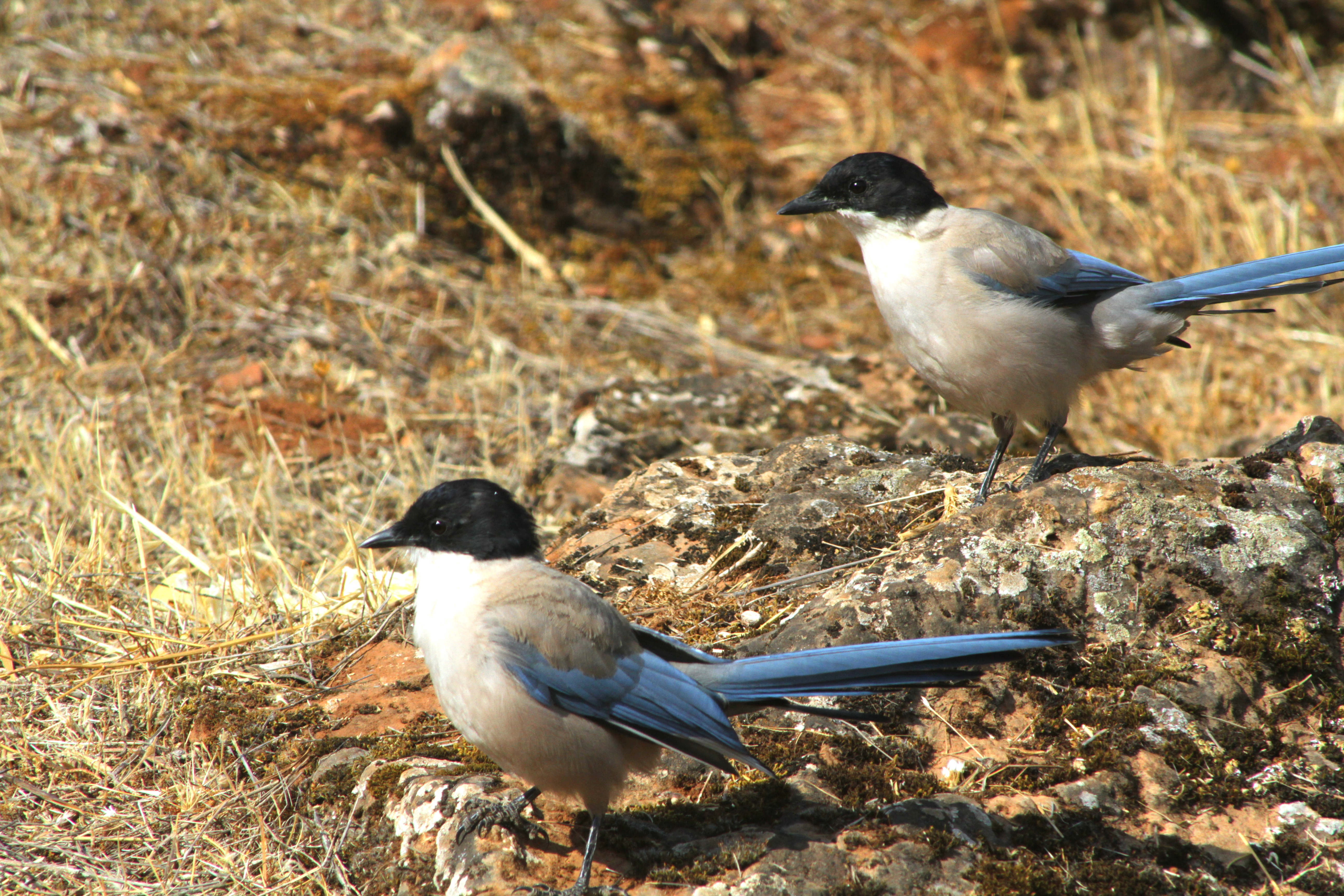
Coppia in Estremadura.

Si tratta di uccelli monogami, le cui coppie durano per anni: durante la stagione degli amori (che abbraccia i mesi di aprile e maggio, ma comincia più tardi nelle aree più in quota, portandosi avanti fino a giugno inoltrato), le coppie tendono ad isolarsi dagli stormi d'appartenenza, nidificando in piccole colonie e riunendosi agli altri membri del gruppo solo durante la ricerca del cibo.

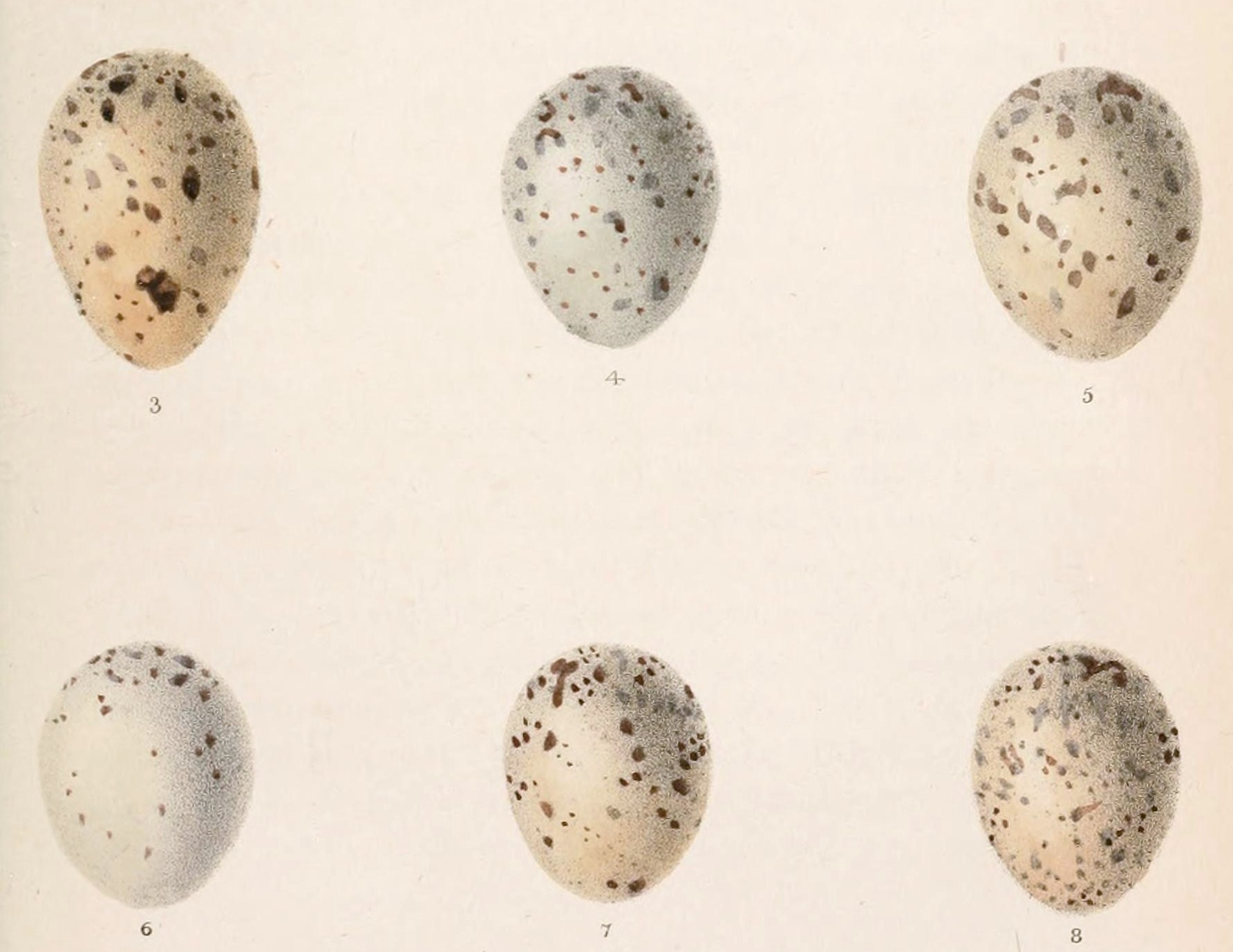
Illustrazione di uova.

Il nido, a forma di coppa, viene costruito da ambedue i partner con rametti intrecciati e fibre vegetali sul ramo di un albero: ciascun albero ospita un singolo nido. Al suo interno vengono deposte 6-8 uova, che la femmina provvede a covare (imbeccata dal maschio, che tiene inoltre a bada i dintorni e scaccia gli intrusi che si avvicinano troppo al nido) per una quindicina di giorni.

I pulli, ciechi ed implumi alla schiusa, vengono imbeccati dalla sola femmina (e indirettamente anche dal maschio, che imbecca la compagna) per una decina di giorni: trascorso questo periodo, essi cominciano a fare capolino dal nido, ed al loro allevamento comincia a partecipare attivamente anche il maschio. I nidiacei s'involano a tre settimane circa dalla nascita, ma continuano a rimanere coi genitori ancora per un periodo analogo, prima di formare dei gruppi con gli altri giovani appena affrancatisi dai genitori e di riunirsi allo stormo d'appartenenza dei propri genitori durante l'autunno.

## Distribuzione e habitat

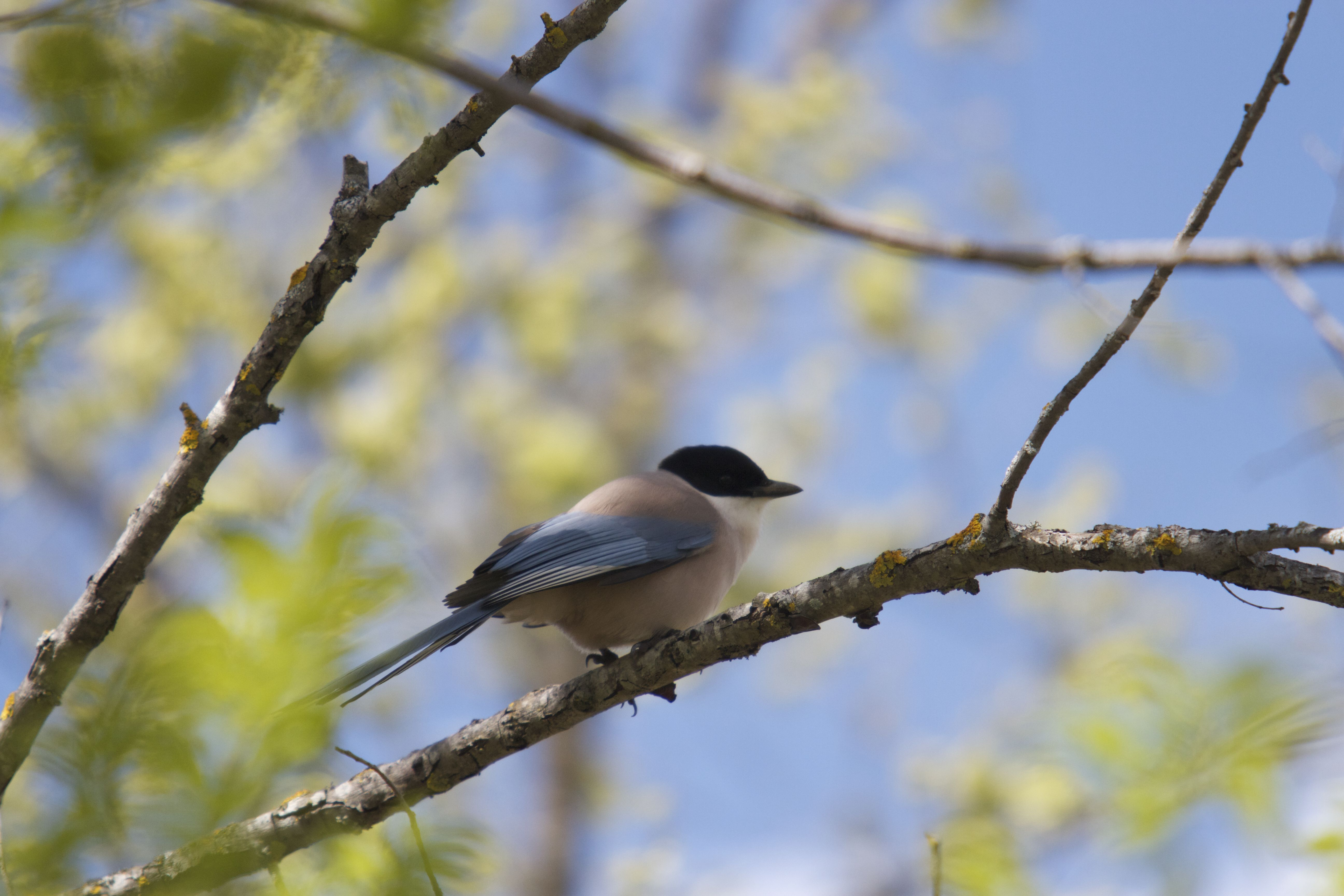
Esemplare a Cáceres.

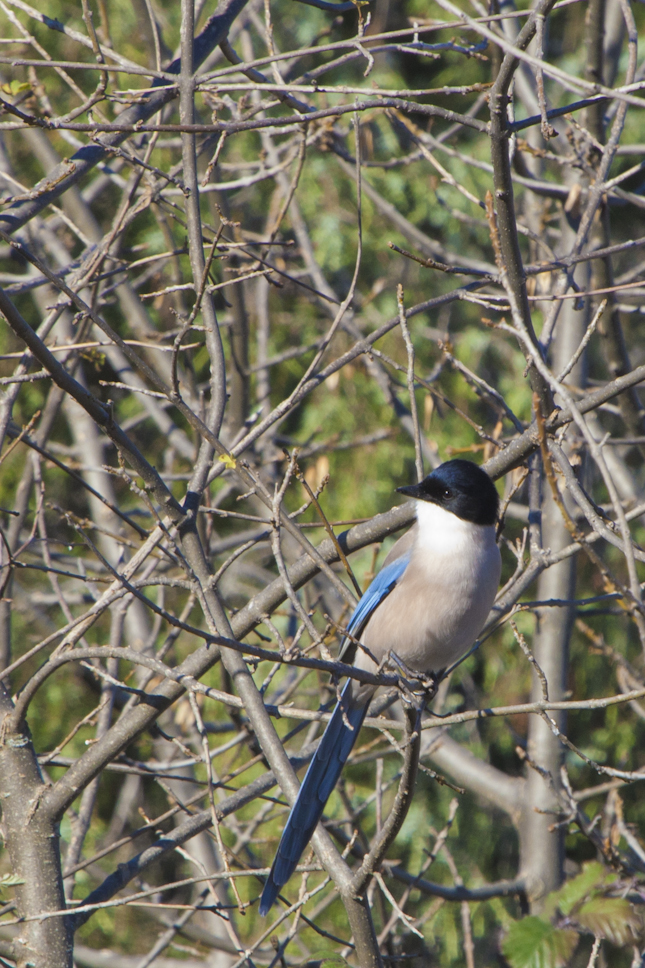
Esemplare a Manzanares el Real.

Come intuibile dal nome comune, la gazza iberica è endemica della penisola iberica, della quale popola la porzione centrale e meridionale della Spagna (ad est di Saragozza, mentre manca dalla Catalogna) e il centro-sud del Portogallo (a sud di Lisbona).

Si tratta di uccelli generalmente stanziali, che possono compiere migrazioni altitudinali scendendo di quota durante i mesi freddi: gli avvistamenti isolati di esemplari di questa specie in Navarra e Labourd farebbero però pensare a spostamenti di più ampia portata. Recentemente si sono registrati avvistamenti di alcuni esemplari persino nel Nord Italia.
L'habitat di questa specie è rappresentato dalla macchia mediterranea alberata con presenza di aree aperte erbose e cespugliose: la gazza iberica colonizza anche gli oliveti, le piantagioni di quercia da sughero e talvolta giardini e parchi, tuttavia rispetto alla gazza azzurra questi uccelli tollerano di meno la presenza dell'uomo e sono più difficili da avvistare in aree antropizzate.